# Platymops setiger
Platymops setiger (Peters, 1878) è un pipistrello della famiglia dei Molossidi, unica specie del genere Platymops (Thomas, 1906), diffuso nell'Africa orientale.

## Descrizione
Pipistrello di piccole dimensioni, con la lunghezza della testa e del corpo tra 50 e 60 mm, la lunghezza dell'avambraccio tra 29 e 36 mm, la lunghezza della coda tra 22 e 26 mm, la lunghezza del piede tra 7 e 8 mm e la lunghezza delle orecchie tra 13 e 17 mm.
Il cranio è notevolmente appiattito, con la cresta sagittale poco sviluppata. Il ramo ascendente della mandibola è molto basso. Gli incisivi superiori sono lunghi e bicuspidati, mentre quelli inferiori sono più piccoli. Il primo premolare superiore è grande e separato dal canino.
Sono caratterizzati dalla seguente formula dentaria:
La pelliccia è corta. Le parti dorsali e i fianchi sono nerastre, mentre le parti ventrali sono biancastre. Una sacca golare  è presente in entrambi i sessi. Le orecchie sono ampiamente separate, triangolari, con il margine anteriore convesso e con la punta arrotondata. Il trago è abbastanza grande e squadrato. L'avambraccio, il polso e il terzo basale del terzo metacarpo sono ricoperti di piccole verruche rotonde. Le labbra sono lisce e ricoperte di peli insolitamente spessi. Le membrane sono scure. Le ali sono relativamente corte, larghe e attaccate posteriormente alla fine della tibia. Gli arti inferiori sono corti e con la superficie superiore appiattita e granulata. Un cuscinetto cutaneo è presente sulla pianta dei piedi. Il pene è corto.

## Biologia

### Comportamento
Si rifugia solitariamente od in piccoli gruppi fino a 5 individui tra i crepacci rocciosi o sotto le cortecce degli alberi. Alcuni esemplari sono stati osservati in volo erratico a circa 9 metri sopra pozze d'acqua. L'attività predatoria inizia quando è quasi completamente buio.

### Alimentazione
Si nutre di insetti, in particolare di piccoli coleotteri.

## Distribuzione e habitat
Questa specie è diffusa nell'Africa orientale dal Sudan del Sud sud-orientale al Kenya meridionale.
Vive nelle savane aride fino a 2.000 metri di altitudine.

## Tassonomia
Sono state riconosciute 2 sottospecie:
- P.s.setiger: Kenya centrale e meridionale;
- P.s.macmillani (Thomas, 1906): Sudan del Suda sud-orientale, Etiopia sud-occidentale, Kenya nord-occidentale e probabilmente Uganda nord-orientale.

## Conservazione
La IUCN Red List, considerato il vasto areale e la popolazione presumibilmente numerosa, classifica P.setiger come specie a rischio minimo (Least Concern)).